# Саггс, Террелл
Террелл Саггз (англ. Terrell Suggs) (род. 11 ноября 1982) — американский футболист, выступающий за команду НФЛ «Балтимор Рэйвенс» на позиции аутсайд лайнбекера. Бывший член футбольной команды Университета штата Аризона. Был выбран командой «Балтимор Рэйвенс» в первом раунде драфта 2003 года. Всю свою свою профессиональную карьеру провел в одном клубе — «Балтимор Рэйвенс».